# Ендруз (Индијана)
Ендруз (енгл. Andrews) град је у америчкој савезној држави Индијана.

## Демографија
По попису из 2010. године број становника је 1.149, што је 141 (-10,9%) становника мање него 2000. године.
| Група             | 2000.         | 2010.         |
| Белци             | 1.230 (95,3%) | 1.088 (94,7%) |
| Афроамериканци    | 1 (0,1%)      | 4 (0,3%)      |
| Азијати           | 2 (0,2%)      | 4 (0,3%)      |
| Хиспаноамериканци | 28 (2,2%)     | 22 (1,9%)     |
| Укупно            | 1.290         | 1.149         |